# Брињковскаја
Брињковскаја (рус. Бриньковская) насељено је место руралног типа (станица) на југозападу европског дела Руске Федерације. Налази се у северозападном делу Краснодарске покрајине и административно припада њеном Приморско-ахтарском рејону.
Према подацима националне статистичке службе РФ за 2010, станица је имала 5.109 становника и била је друго по величини насеље у припадајућем рејону, одмах после Приморско-Ахтарска.

## Географија
Станица Брињковскаја се налази у северозападном делу Краснодарске покрајине на неких 115 километара северозападно од покрајинског центра Краснодара, односно на око 30 км источно од рејонског центра Приморско-Ахтарска. Село лежи у западном делу Кубањско-приазовске степе, на месту где се река Бејсуг улива у Бејсушки лиман. Надморска висина насеља је око 4 метра.

## Историја
Хутор Бринков основан је 1815. као козачко насеље, а име је добило у знак сећања на генерала Ивана Бринка који је страдао и сахрањен на том подручју 1783. године. Насеље је 1855. преобразовано у козачку станицу.
У совјетско доба станица Брињковскаја је била позната по бројним воћњацима и виноградима.

## Демографија
Према подацима са пописа становништва 2010. у селу је живело 5.109 становника.
| 1989. | 2002. | 2010. |
| ----- | ----- | ----- |
| [ 2 ] | 4.800 | 5.109 |

## Познати становници
У брињковској је рођен Херој Совјетског Савеза Григориј Бахчиванџи (1909−1943).